# Третий Интернационал (Ростовская область)
Тре́тий Интернациона́л — хутор в Кашарском районе Ростовской области.
Входит в состав Киевского сельского поселения.

## Население
| 2010 |
| ---- |
| 201  |

## Улицы
| - ул. Заветная, - ул. Заречная, | - ул. Набережная, - ул. Садовая. |